# Lophocampa citrinula
Lophocampa citrinula är en fjärilsart som beskrevs av Felix Bryk 1953. Lophocampa citrinula ingår i släktet Lophocampa och familjen björnspinnare. Inga underarter finns listade i Catalogue of Life.